# Ткачук Ольга Семенівна
О́льга Семе́нівна Ткачу́к (6 січня 1913, Жубровичі — 8 червня 1983)  — українська письменниця і журналістка родом із Житомирщини, за фахом педагогиня. Дружина Марка Яковича Ткачука.

## Біографічні відомості
1928 року закінчила початкову школу в с. Мокре.
У 1928-1933 роках навчалась в гімназії м. Кременці
У 1933-1936 роках навчалась у Варшавському університеті, де здобула філологічну освіту. Вчителювала у м. Кременець, а згодом працювала у редакціях газет Тернопільщини.
З 1956 до 1983 року мешкала в м. Рівному в будинку по вулиці Словацького.
Друкувалася з 1954 року. Роман «Назустріч волі» (1955), повість «Переорані межі» (1973), збірки оповідань «Мати» (1960), «Стежки життя» (1967).